# Сарая
Сарая (болг. Сарая) — село в Болгарии. Находится в Пазарджикской области, входит в общину Пазарджик. Население составляет 1 402 человека.

## Политическая ситуация
В местном кметстве Сарая, в состав которого входит Сарая, должность кмета (старосты) исполняет Димитрийка Благова Цокинова (Болгарская социалистическая партия (БСП)) по результатам выборов правления кметства 2007 года.
Кмет (мэр) общины Пазарджик — Тодор Димитров Попов (независимый) по результатам выборов 2007 года в правление общины.